# Північноазійська раса
Північноазійська раса (також континентальні монголоїди, північні монголоїди) — одна з людських рас. Розглядається як мала раса у складі великої монголоїдної раси. Є однією з трьох основних гілок монголоїдів, звану континентальною монголоїдною гілкою. Поширена на території Північної та Центральної Азії — на схід від Єнісею. Деякі популяції, що виникли в результаті міграцій кочових народів, зустрічаються також на захід аж до низин Волги. Низка антропологічних ознак північноазійської раси зближує її представників з європеоїдами.

## Ознаки
До найхарактерніших ознак північноазійської раси відносяться:
- в цілому трохи світліші відтінки шкіри, волосся й очей у порівнянні з іншими монголоїдами;
- слабкий розвиток третинного волосяного покриву на обличчі й тілі;
- широка форма носа з низьким переніссям;
- відносно тонкі губи;
- висока частота поширення епікантуса, вузький розріз очної щілини;
- лице велике, високе, широке і вкрай сплощене;
- переважання ортогнатизму;
- брахікефалія;
- низьке склепіння черепа порівняно з іншими монголоїдами;
- невисокий зріст;
- кремезна статура.

Крім цього, у представників північноазійської раси відзначається розвиток значного шару підшкірного жиру, зумовлений адаптацією до північних кліматичних умов. У деяких популяціях характерною особливістю є дещо вигнуті й укорочені ноги.
Такі з перерахованих ознак, як відносно низьке склепіння черепу і брахікефалія, а також деяка депігментація шкіри, райдужної оболонки очей і волосся і деякі інші особливості, що часто зустрічаються у північноазійських популяціях, багато в чому схожі з ознаками європеоїдної раси. Для далекосхідної й південноазійської рас на відміну від північноазійської раси характерні смуглява шкіра, високе склепіння черепу і мезокефалія.

## Класифікація
В. В. Бунак виділяв у північноазійському ареалі сибірську гілку східного расового стовбура з самоїдської (нганасани), тайгової (евенкійської), центральноазійської (монгольської), парацентральноазійської (тюркської), арктичної сибірської і арктичної азійсько-американської расами. Г. Ф. Дебец виділяв північноазійський ареал як сибірську гілку азійської гілки великої монголоїдної раси та включав в неї байкальську малу расу (а власне байкальський і катанзький антропологічні типи), центральноазійську малу расу, а також амуросахалінський антропологічний тип. У класифікації Я. Я. Рогінського і М. Г. Левін північноазійська раса входить до складу великої азійсько-американської раси разом з арктичною (ескімоською), далекосхідною, південноазійською й американською малими расами.

## Типи

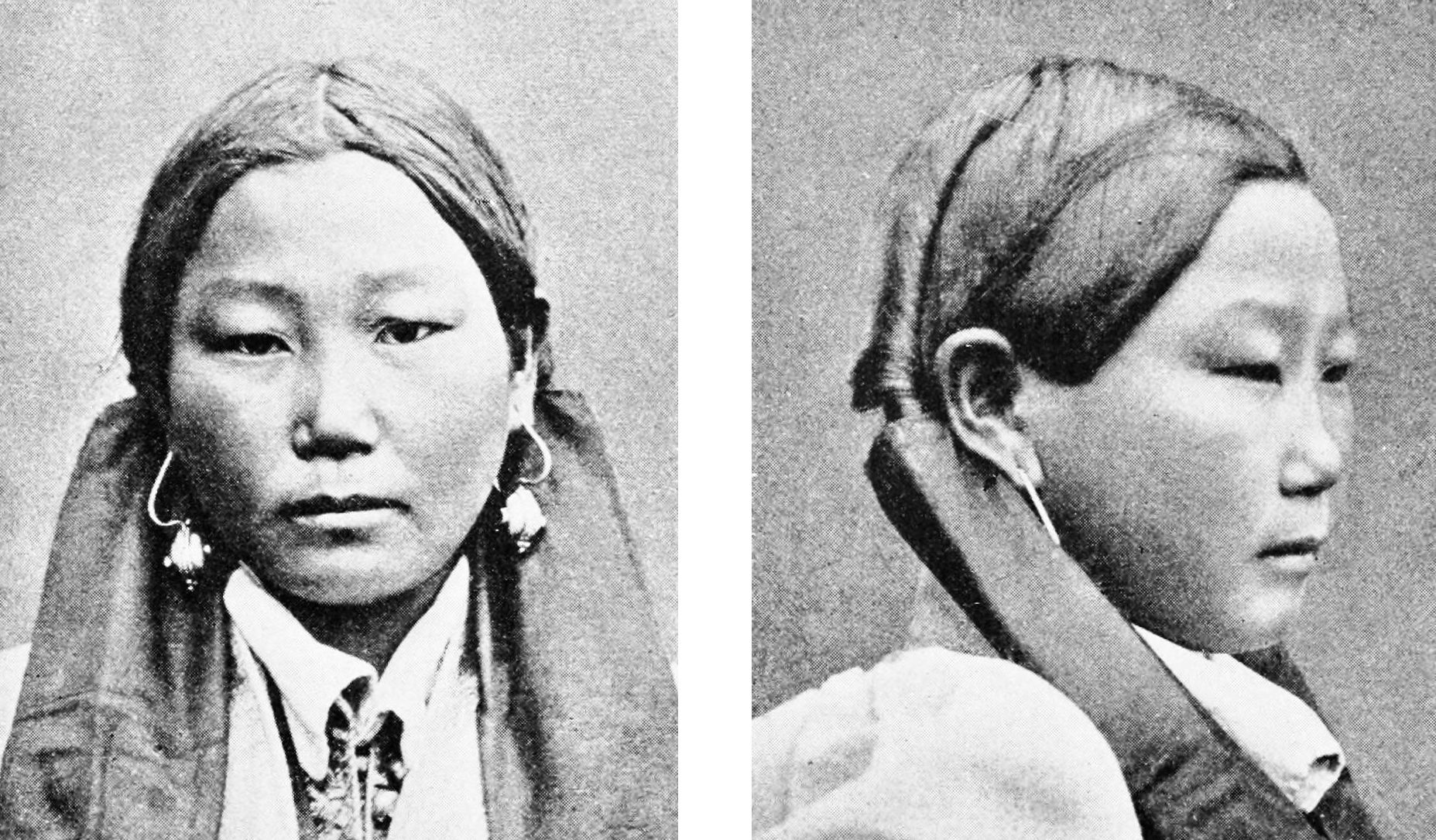
Калмичка (центральноазійський варіант північноазіqської раси)

В цілому всю територію поширення північноазійської раси можна розділити на два основних ареали, в яких розселені представники центральноазійського і байкальського антропологічних варіантів. Перший з них переважає в Монголії, Забайкаллі й Туві, другий — на північ від цих регіонів, на значній частині території Східного Сибіру. Байкальський варіант характеризується вкрай великими розмірами особи, сильно вилицюватим, високим ступенем поширеності епікантуса, тонкими губами, дуже сплющеним носом і вкрай слабким розвитком третинного волосяного покриву на обличчі й тілі аж до його відсутності. Поява низки ознак байкальського варіанту пов'язують з впливом європеоїдної домішки, серед таких ознак відзначають світліші відтінки шкіри, а також велику частоту поширення м'якого волосся і змішаних за кольором очей. В цілому монголоїдні ознаки у байкальського типу найсильніше виражені у будові особи, найменш — в пігментації шкіри, очей і волосся. Центральноазійський варіант відрізняється від байкальського темнішим та жорсткішим волоссям, темнішими очима, сильніше розвиненим зростанням бороди й вусів, рідше зустрічається епікантус, менш випнутими вилицями та сильніше випнутим носом.
Як особливий катанзький підтип байкальського варіанту розглядаються деякі популяції у Південному Сибіру. Такі популяції зустрічаються, зокрема, серед тувинців (у гірських районах Східної Туви), тофаларів і західних евенків. Представники катанзького підтипу виділяються головним чином за однією характерною рисою — дуже низькому обличчю, в іншому ці групи поділяють всі основні ознаки байкальського типу північноазійської раси.
Території, розміщені на захід від ареалу північноазійської раси, історично були місцем регулярних міграцій народів як і монголоїдної (з півдня і південного сходу), так і європеоїдної рас (із заходу). Змішання різних расових типів призвело до формування на цих територіях так званих метисних рас — уральської раси, що склалася з європеоїдних і монголоїдних груп байкальського типу, і південносибірської раси, що склалася з європеоїдних груп і монголоїдних груп центральноазійського типу.
Особливий перехідний тип між центральноазійським варіантом північноазійської раси й далекосхідної раси представляє тибетський антропологічний тип, іноді виділяється в окрему малу расу.